# John Lloyd (rugby à XV)
Pour les articles homonymes, voir David Lloyd, John Lloyd et Lloyd.
Pas d'image ? Cliquez ici

b Matchs officiels uniquement.
David John Lloyd, né le 29 mars 1943 à Pontycymmer, est un joueur de rugby à XV sélectionné en équipe du pays de Galles de 1966 à 1973 au poste de pilier. 

## Biographie
Il dispute son premier test match le 15 janvier 1966 contre l'Angleterre et son dernier contre l'Écosse le 3 février 1973. David Lloyd dispute trois matches comme capitaine en 1972.

## Palmarès
- Vainqueur du Tournoi des Cinq Nations en 1966, 1969 et 1970.

## Statistiques en équipe nationale
- 24 sélections
- Ventilation par année : 5 en 1966, 3 en 1967, 4 en 1968, 6 en 1969, 1 en 1970, 3 en 1972, 2 en 1973.
- Sept Tournois des Cinq Nations disputés : 1966, 1967, 1968, 1969, 1970, 1972, 1973.